# Списак археолошких налазишта у Србији
Следи списак археолошких налазишта у Србији.

## Према евиденцији Републичког завода за заштиту споменика културе
| ИД     | Слика                                                          | Назив                                                              | Адреса | Координате                                         | Место                    | Градска општина                    | Општина            | Надлежни завод     |
| ------ | -------------------------------------------------------------- | ------------------------------------------------------------------ | --- | -------------------------------------------------- | ------------------------ | ---------------------------------- | ------------------ | ------------------ |
| АН 1   | Пошаљи фотографију                                             | Ледине у Жаркову                                                   | Беле Воде, поред СЦ „Партизан“ | 44.75584°N 20.407298‎°E / 44.75584, 20.407298‎       | Београд                  | Чукарица                           | Београд            | БЕОГРАД            |
| АН 2   | Локалитет Бели Брег                                            | Локалитет Бели Брег                                                | 8. км ауто-пута Београд-Смедерево, са десне стране | 44.651994°N 20.809618‎°E / 44.651994, 20.809618‎     | Брестовик                | Гроцка                             | Београд            | БЕОГРАД            |
| АН 3   | Пошаљи фотографију                                             | Локалитет Голи Брег                                                | 8. км ауто-пута Београд-Смедерево, са леве стране | 44.651994°N 20.809618°E / 44.651994, 20.809618     | Брестовик                | Гроцка                             | Београд            | БЕОГРАД            |
| АН 4   | Пошаљи фотографију                                             | Ушће реке Вукодраж                                                 | лева и десна страна речице Вукодраж | 44.640227°N 19.987468°E / 44.640227, 19.987468     | Ушће                     |                                    | Обреновац          | БЕОГРАД            |
| АН 5   | Винча — Бело брдо                                              | Винча — Бело брдо                                                  | Бело брдо 17, 11351 Београд | 44.761948°N 20.623234‎°E / 44.761948, 20.623234‎     | Винча                    | Гроцка                             | Београд            | БЕОГРАД            |
| АН 6   | Пошаљи фотографију                                             | Усек                                                               | северозападно од Авалског друма, до потока који се улива у Бањички поток | 44.756208°N 20.476429‎°E / 44.756208, 20.476429‎     | Београд                  | Вождовац                           | Београд            | БЕОГРАД            |
| АН 7   | Пошаљи фотографију                                             | Агино Брдо                                                         | висока зараван на обали Дунава при изласку из Гроцке | 44.661823°N 20.738293‎°E / 44.661823, 20.738293‎     | Гроцка                   | Гроцка                             | Београд            | БЕОГРАД            |
| АН 8   | Антички Сингидунум                                             | Антички Сингидунум                                                 | обухвата каструм, цивилно насеље и некрополе | 44.823567°N 20.451136°E / 44.823567, 20.451136     | Београд                  | Стари град                         | Београд            | БЕОГРАД            |
| АН 9   | Пошаљи фотографију                                             | Утврђење Ад Октавум                                                | Вишњица, лева обала Дунава | 44.818925°N 20.525401‎°E / 44.818925, 20.525401‎     | Београд                  | Градска општина Палилула (Београд) | Палилула (Београд) | БЕОГРАД            |
| АН 10  | Пошаљи фотографију                                             | Чаршија Рипањ                                                      | на косини, од пута Београд-Рипањ ка Топчидерској реци | 44.672.557°N 20.498.560°E / 44.672.557, 20.498.560 | Београд                  | Вождовац                           | Београд            | БЕОГРАД            |
| АН 11  | Пошаљи фотографију                                             | Рамадан                                                            | 200 m јужно од села Вишњица поред Београда | 44.830.143°N 20.563.592°E / 44.830.143, 20.563.592 | Београд                  | Палилула (Београд)                 | Београд            | БЕОГРАД            |
| АН 12  | Пошаљи фотографију                                             | Дубочај                                                            | у непосредној близини Гроцке | 44.659961°N 20.740851°E / 44.659961, 20.740851     | Гроцка                   | Гроцка                             | Београд            | БЕОГРАД            |
| АН 13  | Антички Таурунум                                               | Антички Таурунум                                                   | на простору данашњег Гардошког брега | 44.84821°N 20.409721°E / 44.84821, 20.409721       | Земун                    | Земун                              | Београд            | БЕОГРАД            |
| АН 14  | Пошаљи фотографију                                             | Брестове Међе                                                      | на граници атара села Војка, Угриновци и Нова Пазова налази се локалитет Брестове међе са остацима насеља, некрополе и деонице римског пута.                                            | 44.909.805°N 20.200.315°E / 44.909.805, 20.200.315 | Земун                    | Угриновци-Војка-Нова Пазова        | Београд            | БЕОГРАД            |
| АН 15  | Црквине у селу Мислођин                                        | Црквине у селу Мислођин                                            | на падини према Бачевачком потоку, налазе се испитани и конзервирани остаци мање триконхалне цркве                                                                                      | 44.641.872°N 20.240.058°E / 44.641.872, 20.240.058 | Мислођин                 |                                    | Обреновац          | БЕОГРАД            |
| АН 16  | Пошаљи фотографију                                             | Манастир Сланци                                                    | | 44.795217°N 20.583958°E / 44.795217, 20.583958     | Сланци                   | Палилула                           | Београд            | БЕОГРАД            |
| АН 17  | Праисторијска Карабурма                                        | Праисторијска Карабурма                                            | простор између улица Вишњичке, Уралске и Војводе Мицка Крстића | 44.816.726°N 20.510.367°E / 44.816.726, 20.510.367 | Београд                  | Палилула                           | Београд            | БЕОГРАД            |
| АН 18  | Пошаљи фотографију                                             | Праисторијско насеље у селу Дивостин                               | село Дивостин, на простору између школе, цркве и задруге | 44.030.374°N 20.827.874°E / 44.030.374, 20.827.874 | Крагујевац               |                                    | Крагујевац         | КРАГУЈЕВАЦ         |
| АН 19  | Пећина Градац                                                  | Пећина Градац                                                      | на северозападној страни Јерининог брда, а на десној долинској страни Лепенице | 44.152.364°N 21.032.801°E / 44.152.364, 21.032.801 | Градац                   |                                    | Баточина           | КРАГУЈЕВАЦ         |
| АН 20  | Јеринин град (Градац)                                          | Јеринин град (Градац)                                              | | 44.151.253°N 21.033.355°E / 44.151.253, 21.033.355 | Градац                   |                                    | Баточина           | КРАГУЈЕВАЦ         |
| АН 21  | Пећина Рисовача                                                | Пећина Рисовача                                                    | на улазу у Аранђеловац из правца Тополе | 44.302.064°N 20.582.531°E / 44.302.064, 20.582.531 | Аранђеловац              |                                    | Аранђеловац        | КРАГУЈЕВАЦ         |
| АН 22  | Бресје-Медијана                                                | Бресје-Медијана                                                    | Булевар Вељка Влаховића бб | 43.310.688°N 21.948.526°E / 43.310.688, 21.948.526 | Брзи Брод                |                                    | Ниш                | НИШ                |
| АН 23  | Лазарева пећина (Злотска пећина)                               | Лазарева пећина (Злотска пећина)                                   | источна подгорина Кучаја | 44.029.345°N 21.962.568°E / 44.029.345, 21.962.568 | Злот (Бор)               |                                    | Бор                | НИШ                |
| АН 24  | Царичин Град                                                   | Царичин Град                                                       | 7 km од Лебана, а 30 km од Лесковца - у подножју планине Радан, у Пусторечком басену, на узвишеном издуженом платоу између Свињаричке и Царичинске реке                                 | 42.953.430°N 21.669.274°E / 42.953.430, 21.669.274 | Прекопчелица             |                                    | Лебане             | НИШ                |
| АН 25  | Терме у Новопазарској Бањи                                     | Терме у Новопазарској Бањи                                         | 2,5 km североисточно од Новог Пазара | 43.157213°N 20.547105°E / 43.157213, 20.547105     | Нови Пазар               |                                    | Нови Пазар         | КРАЉЕВО            |
| АН 26  | Мраморје (Перућац)                                             | Мраморје (Перућац)                                                 | између реке Дрине и магистралног пута који прати њен ток, на самом улазу у Перућац | 43.950.436°N 19.427.484°E / 43.950.436, 19.427.484 | Перућац                  |                                    | Бајина Башта       | КРАЉЕВО            |
| АН 27  | Пошаљи фотографију                                             | Локалитет у Виткову                                                | на 4 km источно од Александровца | 43.455.412°N 21.105.138°E / 43.455.412, 21.105.138 | Витково (Александровац)  |                                    | Александровац      | КРАЉЕВО            |
| АН 28  | Пошаљи фотографију                                             | Висибаба- локалитет Блашковина                                     | у источном делу села Висибаба, на тераси изнад старог тога Западне Мораве | 43.838.585°N 20.012.880°E / 43.838.585, 20.012.880 | Висибаба (Пожега)        |                                    | Пожега             | КРАЉЕВО            |
| АН 29  | Пошаљи фотографију                                             | Висибаба-локалитет Весовина и Крчевина                             | у централном делу села Висибаба, на источној падини старог корита реке Скрапеж | 43.834.956°N 20.018.792°E / 43.834.956, 20.018.792 | Висибаба (Пожега)        |                                    | Пожега             | КРАЉЕВО            |
| АН 30  | Пошаљи фотографију                                             | Висибаба-локалитет Варошиште                                       | на заравњеном, благо нагнутом терену према локалитету Савинац и захвата највећи део села Висибаба                                                                                       | 43.847.055°N 20.001.454°E / 43.847.055, 20.001.454 | Висибаба (Пожега)        |                                    | Пожега             | КРАЉЕВО            |
| АН 31  | Пошаљи фотографију                                             | Висибаба-локалитет Болница                                         | на истуреној тачки старог тока реке Скрапеж, на благој терасастој падини | 43.839.866°N 20.016.155°E / 43.839.866, 20.016.155 | Висибаба (Пожега)        |                                    | Пожега             | КРАЉЕВО            |
| АН 32  | Пошаљи фотографију                                             | Висибаба-локалитет Савинац                                         | на ужем простору Варошишта, североисточно од локалитета на којем су констатовани резиденцијални објекти                                                                                 | 43.839.866°N 20.016.155°E / 43.839.866, 20.016.155 | Висибаба (Пожега)        |                                    | Пожега             | КРАЉЕВО            |
| АН 33  | Велика хумка                                                   | Велика хумка                                                       | локалитет Трњаци - на равничарском простору који се протеже десном обалом реке Моравице, у атару села Пилатовићи и Прилипац                                                             | 43.829.131°N 20.099.966°E / 43.829.131, 20.099.966 | Пилатовићи               |                                    | Пожега             | КРАЉЕВО            |
| АН 34  | Пошаљи фотографију                                             | Локалитет Римско или Мађарско гробље                               | | 43.979.930°N 19.957.894°E / 43.979.930, 19.957.894 | Тубићи                   |                                    | Косјерић           | КРАЉЕВО            |
| АН 35  | Римска некропола                                               | Римска некропола                                                   | Коловрат бб | 43.37337°N 19.62599°E / 43.37337, 19.62599         | Пријепоље                |                                    | Пријепоље          | КРАЉЕВО            |
| АН 36  | Пошаљи фотографију                                             | Археолошко налазиште Идумум                                        | | 44.143.978°N 21.357.158°E / 44.143.978, 21.357.158 | Медвеђа                  |                                    | Деспотовац         | КРАГУЈЕВАЦ         |
| АН 37  | Равна - Тимакум Минус                                          | Равна - Тимакум Минус                                              | поред насеља Равна, 8 km северно од Књажевца, на обали Белог Тимока | 43.641.156°N 22.265.240°E / 43.641.156, 22.265.240 | Равна (Књажевац)         |                                    | Књажевац           | НИШ                |
| АН 38  | Пошаљи фотографију                                             | Мокрањске Стене                                                    | 10 km јужно од Неготина, у близини села Мокрање, код водопада Сиколске реке | 44.164682°N 22.525211°E / 44.164682, 22.525211     | Мокрање                  |                                    | Неготин            | НИШ                |
| АН 39  | Налазиште Рудна Глава                                          | Налазиште Рудна Глава                                              | у близини села Рудна Глава, недалеко од Мајданпека, у залеђу горњег дела Ђердапске клисуре                                                                                              | 44.339.748°N 22.087.527°E / 44.339.748, 22.087.527 | Рудна Глава              |                                    | Мајданпек          | НИШ                |
| АН 40  | Гамзиград                                                      | Гамзиград                                                          | Гамзиградска бања | 43.922302°N 22.171064°E / 43.922302, 22.171064     | Гамзиградска Бања        |                                    | Зајечар            | НИШ                |
| АН 41  | Пошаљи фотографију                                             | Дренград                                                           | село Бреговина | 43.070.054°N 21.565.818°E / 43.070.054, 21.565.818 | Бреговина                |                                    | Прокупље           | НИШ                |
| АН 42  | Пошаљи фотографију                                             | Велика Хумска Чука                                                 | северно од насеља Хум, код Ниша | 43.379.205°N 21.897.415°E / 43.379.205, 21.897.415 | Хум                      |                                    | Ниш                | НИШ                |
| АН 43  | Пошаљи фотографију                                             | Локалитет Бубањ                                                    | код Новог Села (нови назив за ово градско насеље у градској општини Палилула је Девети мај), близу Ниша                                                                                 | 43.320.579°N 21.828.616°E / 43.320.579, 21.828.616 | Девети мај (Ниш)         |                                    | Ниш                | НИШ                |
| АН 44  | Каструм са Понтесом                                            | Каструм са Понтесом                                                | | 44.613.055°N 22.669.201°E / 44.613.055, 22.669.201 | Кладово                  |                                    | Кладово            | НИШ                |
| АН 45  | Лепенски Вир                                                   | Лепенски Вир                                                       | | 44.556816°N 22.026406°E / 44.556816, 22.026406     | Бољетин (Мајданпек)      |                                    | Мајданпек          | НИШ                |
| АН 46  | Пошаљи фотографију                                             | Римске терме (Баце)                                                | | 43.214.382°N 21.365.933°E / 43.214.382, 21.365.933 | Баце                     |                                    | Прокупље           | НИШ                |
| АН 47  | Кулина (Балајнац)                                              | Кулина (Балајнац)                                                  | 300 м западно од насеља Градиште | 43.266.778°N 21.762.759°E / 43.266.778, 21.762.759 | Градиште                 |                                    | Мерошина           | НИШ                |
| АН 48  | Пошаљи фотографију                                             | Римска грађевина са мозаиком на Коњском гробљу                     | Коњско гробље | 43.337731°N 21.893509°E / 43.337731, 21.893509     | Ниш                      |                                    | Ниш                | НИШ                |
| АН 49  | Пошаљи фотографију                                             | Локалитет Велико Градиште                                          | на путу од Костолца према Голупцу | 44.767.855°N 21.523.169°E / 44.767.855, 21.523.169 | Јабланица                |                                    | Бољевац            | НИШ                |
| АН 50  | Пошаљи фотографију                                             | Археолошки локалитет Градац                                        | | 42.980.846°N 22.098.257°E / 42.980.846, 22.098.257 | Конопница                |                                    | Власотинце         | НИШ                |
| АН 51  | Пошаљи фотографију                                             | Локалитет Трап                                                     | | 42.981.971°N 22.097.517°E / 42.981.971, 22.097.517 | Конопница                |                                    | Власотинце         | НИШ                |
| АН 52  | Пошаљи фотографију                                             | Градац (археолошко налазиште)                                      | на природном узвишењу близу села Злокућани, код ушћа Јашуњске реке у Јужну Мораву | 43.060.774°N 21.978.911°E / 43.060.774, 21.978.911 | Злокућане                |                                    | Лесковац           | НИШ                |
| АН 53  | Пошаљи фотографију                                             | Равна                                                              | | 44.516.371°N 22.055.190°E / 44.516.371, 22.055.190 | Бољетин (Мајданпек)      |                                    | Мајданпек          | НИШ                |
| АН 54  | Хајдучка воденица                                              | Хајдучка воденица                                                  | на лучној ували у подножју Малог Штрпца, између Великог и Малог Казана | 44.638.303°N 22.303.382°E / 44.638.303, 22.303.382 | Кладово                  |                                    | Кладово            | НИШ                |
| АН 55  | Пошаљи фотографију                                             | Велики Градац (локалитет)                                          | (потопљено ХЕ Ђердап) | 44.468783°N 22.176881°E / 44.468783, 22.176881     | Доњи Милановац           |                                    | Мајданпек          | НИШ                |
| АН 56  | Пошаљи фотографију                                             | Локалитет Голо Брдо                                                | (потопљено ХЕ Ђердап) | 44.659061°N 22.312286°E / 44.659061, 22.312286     | Кладово                  |                                    | Кладово            | НИШ                |
| АН 57  | Пошаљи фотографију                                             | Мале Ливадице                                                      | (потопљено ХЕ Ђердап) | 44.576011°N 22.020076°E / 44.576011, 22.020076     | Бољетин (Мајданпек)      |                                    | Мајданпек          | НИШ                |
| АН 58  | Пошаљи фотографију                                             | Велике Ливадице                                                    | (потопљено ХЕ Ђердап) | 44.583895°N 22.021872°E / 44.583895, 22.021872     | Бољетин (Мајданпек)      |                                    | Мајданпек          | НИШ                |
| АН 59  | Део византијске некрополе                                      | Део византијске некрополе                                          | од тврђаве до цркве Св. Пантелејмона | 43.326.541°N 21.897.430°E / 43.326.541, 21.897.430 | Ниш                      |                                    | Ниш                | НИШ                |
| АН 60  | Пошаљи фотографију                                             | Трансдијерна                                                       | на десној обали Текијског потока (потопљено ХЕ Ђердап) | 44.679537°N 22.401135°E / 44.679537, 22.401135     | Текија (Кладово)         |                                    | Кладово            | НИШ                |
| АН 61  | Пошаљи фотографију                                             | Локалитет Каструм                                                  | у Караташу, на узвишењу код села Сипа, испод саме ХЕ Ђердап I (потопљено ХЕ Ђердап) | 44.659386°N 22.539557°E / 44.659386, 22.539557     | Сип                      |                                    | Кладово            | НИШ                |
| АН 62  | Пошаљи фотографију                                             | Локалитет Рибница                                                  | (потопљено ХЕ Ђердап) | 44.483636°N 22.086817°E / 44.483636, 22.086817     | Доњи Милановац           |                                    | Мајданпек          | НИШ                |
| АН 63  | Пошаљи фотографију                                             | Пецка Бара                                                         | (потопљено ХЕ Ђердап) | 44.602995°N 22.271325°E / 44.602995, 22.271325     | Кладово                  |                                    | Кладово            | НИШ                |
| АН 64  | Пошаљи фотографију                                             | Циганија                                                           | (потопљено ХЕ Ђердап) | 44.468439°N 22.125310°E / 44.468439, 22.125310     | Доњи Милановац           |                                    | Мајданпек          | НИШ                |
| АН 65  | Пошаљи фотографију                                             | Мало Голубиње                                                      | низводно Дунавом од ушћа Поречке реке, 4 km од села Мало Голубиње (потопљено ХЕ Ђердап)                                                                                                 | 44.524694°N 22.215476°E / 44.524694, 22.215476     | Мало Голубиње            |                                    | Кладово            | НИШ                |
| АН 66  | Пошаљи фотографију                                             | Велико Голубиње                                                    | У атару села Великог Голубиња, које се налази низводно Дунавом од ушћа Поречке реке (потопљено ХЕ Ђердап)                                                                               | 44.500433°N 22.200227°E / 44.500433, 22.200227     | Велико Голубиње          |                                    | Кладово            | НИШ                |
| АН 67  | Пошаљи фотографију                                             | Ушће бољетинске реке                                               | | 44.541.621°N 22.031.310°E / 44.541.621, 22.031.310 | Бољетин (Мајданпек)      |                                    | Мајданпек          | НИШ                |
| АН 68  | Пошаљи фотографију                                             | Средњовековна некропола са остацима цркве                          | | 43.201056°N 20.479459°E / 43.201056, 20.479459     | Дежева                   |                                    | Нови Пазар         | КРАЉЕВО            |
| АН 69  | Пошаљи фотографију                                             | Локалитет Црквина                                                  | | 43.424480°N 19.662868°E / 43.424480, 19.662868     | Дренова                  |                                    | Пријепоље          | КРАЉЕВО            |
| АН 70  | Средњовековна некропола стећака (Грчко гробље)                 | Средњовековна некропола стећака (Грчко гробље)                     | Доње и Горње гробље | 43.299007°N 19.624466°E / 43.299007, 19.624466     | Хрта                     |                                    | Пријепоље          | КРАЉЕВО            |
| АН 71  | Терен „Град-Грнчарац“                                          | Терен „Град-Грнчарац“                                              | код села Јаловика | 44.625156°N 19.838629°E / 44.625156, 19.838629     | Јаловик                  |                                    | Владимирци         | ВАЉЕВО             |
| АН 72  | Пошаљи фотографију                                             | Хумка-тумулус код села Жабара                                      | код села Жабара, на потезу Парлог | 44.221408°N 19.958151°E / 44.221408, 19.958151     | Жабари                   |                                    | Ваљево             | ВАЉЕВО             |
| АН 73  | Пошаљи фотографију                                             | Терен „Илића Брдо“                                                 | | 44.419023°N 19.948135°E / 44.419023, 19.948135     | Чучуге                   |                                    | Уб                 | ВАЉЕВО             |
| АН 74  | Терен „Панађуриште“ код села Комирића                          | Терен „Панађуриште“ код села Комирића                              | код села Комирића | 44.414872°N 19.534970°E / 44.414872, 19.534970     | Комирић                  |                                    | Осечина            | ВАЉЕВО             |
| АН 75  | Брежуљак „Кик“ код села Свилеуве                               | Брежуљак „Кик“ код села Свилеуве                                   | код села Свилеуве | 44.539282°N 19.857064°E / 44.539282, 19.857064     | Свилеува                 |                                    | Коцељева           | ВАЉЕВО             |
| АН 76  | Петничка пећина                                                | Петничка пећина                                                    | код села Петнице | 44.245224°N 19.935746°E / 44.245224, 19.935746     | Петница                  |                                    | Ваљево             | ВАЉЕВО             |
| АН 77  | Археолошки терен „Белиновача“                                  | Археолошки терен „Белиновача“                                      | 19 km североисточно од Ваљева | 44.407337°N 19.905304°E / 44.407337, 19.905304     | Слатина                  |                                    | Уб                 | ВАЉЕВО             |
| АН 78  | Пошаљи фотографију                                             | Утврђење „Јеринин град” у селу Белица                              | У близини села Белица | 43.956592°N 21.078902°E / 43.956592, 21.078902     | Белица (Јагодина)        |                                    | Јагодина           | КРАГУЈЕВАЦ         |
| АН 79  | Ремесиана                                                      | Ремесиана                                                          | на ужем градском подручју Беле Паланке | 43.218216°N 22.310867°E / 43.218216, 22.310867     | Бела Паланка             |                                    | Бела Паланка       | НИШ                |
| АН 80  | Пошаљи фотографију                                             | Гоинско Кале                                                       | траси Коридора 10 од Димитровграда до Пирота | 43.026226°N 22.727856°E / 43.026226, 22.727856     | Гојин Дол                |                                    | Димитровград       | НИШ                |
| АН 81  | Пошаљи фотографију                                             | Археолошко налазиште Лугови                                        | | 44.326275°N 20.220571°E / 44.326275, 20.220571     | Жупањевац                |                                    | Лазаревац          | БЕОГРАД            |
| АН 82  | Пошаљи фотографију                                             | Баташина                                                           | са десне стране Ибарске магистрале, на самом излазу из Степојевца, у делу који се назива Недића крај                                                                                    | 44.508635°N 20.283655°E / 44.508635, 20.283655     | Степојевац               |                                    | Лазаревац          | БЕОГРАД            |
| АН 83  | Пошаљи фотографију                                             | Забран-Петровчић                                                   | у кругу Ловно-шумарског газдинства Добановачки забран, на југоисточној периферији шуме                                                                                                  | 44.796399°N 20.173181°E / 44.796399, 20.173181     | Добановци                |                                    | Сурчин             | БЕОГРАД            |
| АН 84  | Пошаљи фотографију                                             | Прогарски виногради                                                | 1.5 km удаљен од центра насеља Прогар, путем према насељу Бољевци, на узвишеном таласастом терену некадашње обале Саве, где се сада, у оквиру њеног старог корита, налази рибњак Живача | 44.727717°N 20.166824°E / 44.727717, 20.166824     | Прогар                   |                                    | Сурчин             | БЕОГРАД            |
| АН 85  | Петрус                                                         | Петрус                                                             | 11 km североисточно од Параћина, код села Забрега | 43.921072°N 21.530347°E / 43.921072, 21.530347     | Забрега                  |                                    | Параћин            | КРАГУЈЕВАЦ         |
| АН 86  | Јевтића Луке                                                   | Јевтића Луке                                                       | | 43.973723°N 19.583609°E / 43.973723, 19.583609     | Вишесава                 |                                    | Бајина Башта       | КРАЉЕВО            |
| АН 87  | Пошаљи фотографију                                             | Римске терме у Бељини                                              | | 43.888335°N 20.318472°E / 43.888335, 20.318472     | Бељина                   |                                    | Чачак              | КРАЉЕВО            |
| АН 88  | Пошаљи фотографију                                             | Некропола стећака „Црквина“                                        | | 43.583855°N 19.519035°E / 43.583855, 19.519035     | Прибој                   |                                    | Прибој             | КРАЉЕВО            |
| АН 89  | Пошаљи фотографију                                             | Праисторијско насеље у Страгарима                                  | 11 km североисточно од данашњег Параћина, код села Забрега | 43.645902°N 21.137630°E / 43.645902, 21.137630     | Страгари                 |                                    | Трстеник           | КРАЉЕВО            |
| АН 90  | Пошаљи фотографију                                             | Локалитет „Шупљаја“                                                | | 43.718705°N 21.099953°E / 43.718705, 21.099953     | Пољна                    |                                    | Трстеник           | КРАЉЕВО            |
| АН 91  | Налазиште „Градина“ у Грабу                                    | Налазиште „Градина“ у Грабу                                        | на Јељену, једном од највиших планинских врхова планине Јелице | 43.829651°N 20.310417°E / 43.829651, 20.310417     | Граб                     |                                    | Лучани             | КРАЉЕВО            |
| АН 92  | Пошаљи фотографију                                             | Локалитет Трњана код Брестовачке Бање                              | | 44.069476°N 22.048439°E / 44.069476, 22.048439     | Брестовачка Бања         |                                    | Бор                | НИШ                |
| АН 93  | Праисторијско насеље Кучајна                                   | Праисторијско насеље Кучајна                                       | на југозападној периферији Бора | 44.059592°N 22.089807°E / 44.059592, 22.089807     | Бор                      |                                    | Бор                | НИШ                |
| АН 94  | Пошаљи фотографију                                             | Остаци фортификације „Кастел“ на Мирочу                            | | 44.475004°N 22.251746°E / 44.475004, 22.251746     | Мироч (Мајданпек)        |                                    | Мајданпек          | НИШ                |
| АН 95  | Пошаљи фотографију                                             | Пећинска црква у Паљеву                                            | | 43.010846°N 20.396735°E / 43.010846, 20.396735     | Паљево                   |                                    | Тутин              | КРАЉЕВО            |
| АН 96  | Пошаљи фотографију                                             | Локалитет Градина                                                  | изнад пута Нови Пазар-Рашка, 2 km од Новог Пазара | 43.173089°N 20.548176°E / 43.173089, 20.548176     | Постење                  |                                    | Нови Пазар         | КРАЉЕВО            |
| АН 97  | Део античког утврђења (Horreum Margi)                          | Део античког утврђења (Horreum Margi)                              | на месту данашње Ћуприје, највећим делом на простору који покрива комплекс касарне | 43.932911°N 21.368478°E / 43.932911, 21.368478     | Ћуприја                  |                                    | Ћуприја            | КРАГУЈЕВАЦ         |
| АН 98  | Пошаљи фотографију                                             | Средњовековно насеље Стадион Крушик                                | на десној обали реке Градац | 44.266275°N 19.891916°E / 44.266275, 19.891916     | Ваљево                   |                                    | Ваљево             | ВАЉЕВО             |
| АН 99  | Пошаљи фотографију                                             | Римско утврђење (Mansio Municipium)                                | | 44.515220°N 21.322312°E / 44.515220, 21.322312     | Калиште                  |                                    | Мало Црниће        | СМЕДЕРЕВО          |
| АН 100 | Пошаљи фотографију                                             | Римско утврђење Градац (Iovis Pagus)                               | | 44.341594°N 21.413459°E / 44.341594, 21.413459     | Велико Лаоле             |                                    | Петровац на Млави  | СМЕДЕРЕВО          |
| АН 101 | Комплекс манастира Брадаче                                     | Комплекс манастира Брадаче                                         | у атару села Куле испод брда Бубањ | 44.5004324°N 21.4002349°E / 44.5004324, 21.4002349 | Кула                     |                                    | Мало Црниће        | СМЕДЕРЕВО          |
| АН 102 | Римско утврђење Ледерата                                       | Римско утврђење Ледерата                                           | на десној обали Дунава, низводно од села Рама | 44.816947°N 21.339597°E / 44.816947, 21.339597     | Рам                      |                                    | Велико Градиште    | СМЕДЕРЕВО          |
| АН 103 | Караташ - римско и византијско утврђење                        | Караташ - римско и византијско утврђење                            | у Караташу, на узвишењу код села Сипа, испод саме ХЕ Ђердап I | 44.816947°N 21.339597°E / 44.816947, 21.339597     | Нови Сип                 |                                    | Кладово            | НИШ                |
| АН 104 | Археолошки локалитет Старчево                                  | Археолошки локалитет Старчево                                      | на левој обали Дунава, северозападно од Старчева, 8 km јужно од Панчева | 44.821107°N 20.686877°E / 44.821107, 20.686877     | Панчево                  |                                    | Панчево            | ПАНЧЕВО            |
| АН 105 | Басијана                                                       | Басијана                                                           | на локалитету Град, недалеко од Доњих Петроваца | 44.970278°N 19.971856°E / 44.970278, 19.971856     | Доњи Петровци            |                                    | Рума               | С. МИТРОВИЦА       |
| АН 106 | Сирмиум                                                        | Сирмиум                                                            | данашња Сремска Митровица | 44.966705°N 19.610098°E / 44.966705, 19.610098     | Сремска Митровица        |                                    | Сремска Митровица  | С. МИТРОВИЦА       |
| АН 108 | Пошаљи фотографију                                             | Археолошки локалитет Гомолава                                      | код Хртковаца, на левој обали Саве | 44.888449°N 19.748217°E / 44.888449, 19.748217     | Хртковци                 |                                    | Рума               | С. МИТРОВИЦА       |
| АН 109 | Пошаљи фотографију                                             | Археолошки локалитет Чибска шума                                   | | 45.269695°N 19.543148°E / 45.269695, 19.543148     | Челарево                 |                                    | Бачка Паланка      | ПОКР. Н. САД       |
| АН 110 | Пошаљи фотографију                                             | Земљано утврђење „Турски шанац“ (келтски опидум)                   | код Бачке Паланке, на левој обали Дунава | 45.291086°N 19.441711°E / 45.291086, 19.441711     | Бачка Паланка            |                                    | Бачка Паланка      | ПОКР. Н. САД       |
| АН 111 | Градина (Нови Раковац)                                         | Градина (Нови Раковац)                                             | | 45.205260°N 19.766556°E / 45.205260, 19.766556     | Нови Раковац             |                                    | Беочин             | ПОКР. Н. САД       |
| АН 112 | Пошаљи фотографију                                             | Калакача код Бешке                                                 | на левој обали Дунава, непосредно уз мост на, на око 4 km североисточно од Бешке у Срему                                                                                                | 45.167618°N 20.081108°E / 45.167618, 20.081108     | Бешка                    |                                    | Инђија             | С. МИТРОВИЦА       |
| АН 113 | Чарнок                                                         | Чарнок                                                             | земљано утврђење „Чарнок“; јужно од Врбаса у атару насеља Бачко Добро Поље, на потесу Чарнок                                                                                            | 45.527160°N 19.657658°E / 45.527160, 19.657658     | Врбас                    |                                    | Врбас              | ПОКР. Н. САД       |
| АН 114 | Castellum Onagrinum код Бегеча                                 | Castellum Onagrinum код Бегеча                                     | на левој обали Дунава, на месту данашњег насеља Бегеч | 45.226437°N 19.620205°E / 45.226437, 19.620205     | Бегеч                    |                                    | Нови Сад           | ОПШ. Н. САД        |
| АН 115 | Хумка код Варцалове воденице                                   | Хумка код Варцалове воденице                                       | на потесу Старе кудошке ливаде, удаљеном 2 km од Руме | 44.951016°N 19.847048°E / 44.951016, 19.847048     | Рума                     |                                    | Рума               | С. МИТРОВИЦА       |
| АН 116 | Пошаљи фотографију                                             | Археолошки локалитет „Градиште“                                    | 7 km северозападно од Кикинде, у месту Иђош | 45.853336°N 20.389364°E / 45.853336, 20.389364     | Иђош                     |                                    | Кикинда            | СУБОТИЦА           |
| АН 117 | Археолошко налазиште „Град“                                    | Археолошко налазиште „Град“                                        | | 44.924371°N 21.268215°E / 44.924371, 21.268215     | Дупљаја                  |                                    | Бела Црква         | ПАНЧЕВО            |
| АН 118 | Археолошко налазиште „Михаљевачка шума”                        | Археолошко налазиште „Михаљевачка шума”                            | на десној обали Дунава, на потесу Михаљевачка шума, на налазишту Просјанице | 45.1697547°N 20.010961°E / 45.1697547, 20.010961   | Чортановци               |                                    | Инђија             | С. МИТРОВИЦА       |
| АН 119 | Пошаљи фотографију                                             | Археолошки локалитет „Црквине“ код Хоргоша                         | у атару села Хоргош, око 300 м северно од железничке пруге Суботица–Хоргош | 46.145843°N 19.909934°E / 46.145843, 19.909934     | Хоргош                   |                                    | Кањижа             | СУБОТИЦА           |
| АН 120 | Археолошко налазиште „Матејски Брод“                           | Археолошко налазиште „Матејски Брод“                               | на обали некадашњег речног корита Малог Бегеја у општини Нови Бечеј | 45.649998°N 20.177555°E / 45.649998, 20.177555     | Нови Бечеј               |                                    | Нови Бечеј         | ПОКР. Н. САД       |
| АН 121 | Пошаљи фотографију                                             | Археолошки локалитет „Остаци манастира Св. Гргура“                 | | 45.101658°N 19.64551°E / 45.101658, 19.64551       | Гргуревци                |                                    | Сремска Митровица  | С. МИТРОВИЦА       |
| АН 122 | Пошаљи фотографију                                             | Градина на Босуту                                                  | на левој обали реке Босут, у атару села Вашице код Шида | 45.074238°N 19.146750°E / 45.074238, 19.146750     | Вашица                   |                                    | Шид                | С. МИТРОВИЦА       |
| АН 123 | Археолошки локалитет „Калварија“ код Титела ("Тителски плато") | Археолошки локалитет „Калварија“ код Титела ("Тителски плато")     | на југоисточном крају Тителског брега изнад самог Титела на ушћу Тисе у Дунав | 45.206631°N 20.310252°E / 45.206631, 20.310252     | Тител                    |                                    | Тител              | ПОКР. Н. САД       |
| АН 124 | Археолошко налазиште Грачаница-Лапље Село                      | Археолошко налазиште Грачаница-Лапље Село                          | на површини од 70 хектара на простору између Приштине, Грачанице и Липљана, на 1 km од манастира Грачаница                                                                              | 42.596250°N 21.175614°E / 42.596250, 21.175614     | Грачаница-Лапље Село     |                                    | Приштина           | ОПШ. ПРИШТИНА      |
| АН 125 | Пошаљи фотографију                                             | Остаци цркве и гробља у Пискуповцима                               | | 43.065369°N 20.418425°E / 43.065369, 20.418425     | Пископовце               |                                    | Тутин              | КРАЉЕВО            |
| АН 126 | Смолућке пећине                                                | Смолућке пећине                                                    | изнад Смолућке речице, недалеко од села Црквине, на путу Нови Пазар-Тутин | 43.045742°N 20.361821°E / 43.045742, 20.361821     | Тутин                    |                                    | Тутин              | КРАЉЕВО            |
| АН 127 | Пошаљи фотографију                                             | Црквина у Тутину                                                   | | 42.980049°N 20.343029°E / 42.980049, 20.343029     | Тутин                    |                                    | Тутин              | КРАЉЕВО            |
| АН 128 | Пошаљи фотографију                                             | Црква и гробље на Радишића брду                                    | | 43.259249°N 19.977303°E / 43.259249, 19.977303     | Радишића брдо            |                                    | Сјеница            | КРАЉЕВО            |
| АН 129 | Пошаљи фотографију                                             | Неолитско насеље Лађариште                                         | | 43.645109°N 20.922404°E / 43.645109, 20.922404     | Врњци                    |                                    | Врњачка Бања       | КРАЉЕВО            |
| АН 130 | Пошаљи фотографију                                             | Црква у Горњој Рибници                                             | | 43.662821°N 20.690801°E / 43.662821, 20.690801     | Горња Рибница            |                                    | Краљево            | КРАЉЕВО            |
| АН 131 | Пошаљи фотографију                                             | Велика Градина                                                     | | 43.208492°N 20.051276°E / 43.208492, 20.051276     | Врсјеница и Крће         |                                    | Сјеница            | КРАЉЕВО            |
| АН 132 | Пошаљи фотографију                                             | Локалитет Сигет Анка                                               | | 46.104942°N 20.246724°E / 46.104942, 20.246724     | Рабе                     |                                    | Нови Кнежевац      | СУБОТИЦА           |
| АН 133 | Остаци манастира Св. Ђорђа и средњовековне некрополе           | Остаци манастира Св. Ђорђа и средњовековне некрополе               | | 46.092046°N 20.271262°E / 46.092046, 20.271262     | Мајдан                   |                                    | Нови Кнежевац      | СУБОТИЦА           |
| АН 134 | Пошаљи фотографију                                             | Источна римска некропола Сирмијума                                 | Октобарске револуције 55-63 | 44.971164°N 19.626120°E / 44.971164, 19.626120     | Сремска Митровица        |                                    | Сремска Митровица  | С. МИТРОВИЦА       |
| АН 135 | Пошаљи фотографију                                             | Хумка-тумул                                                        | | 45.121078°N 19.986660°E / 45.121078, 19.986660     | Марадик                  |                                    | Инђија             | С. МИТРОВИЦА       |
| АН 136 | Пошаљи фотографију                                             | Велика хумка-тумул                                                 | | 44.963772°N 19.873901°E / 44.963772, 19.873901     | Краљевци                 |                                    | Рума               | С. МИТРОВИЦА       |
| АН 137 | Пошаљи фотографију                                             | Археолошки локалитет „Кудош“                                       | | 44.970902°N 19.755726°E / 44.970902, 19.755726     | Шашинци                  |                                    | Сремска Митровица  | С. МИТРОВИЦА       |
| АН 138 | Пошаљи фотографију                                             | Локалитет „Зајачак“                                                | | 43.354965°N 20.709556°E / 43.354965, 20.709556     | Кремићи                  |                                    | Рашка              | КРАЉЕВО            |
| АН 139 | Некропола „Бељњача”                                            | Некропола „Бељњача”                                                | Мичуринова 29 | 45.12726°N 19.237851°E / 45.12726, 19.237851       | Шид                      |                                    | Шид                | С. МИТРОВИЦА       |
| АН 140 | Виминацијум                                                    | Виминацијум                                                        | у близини Старог Костолца, 12 km од Пожаревца | 44.734338°N 21.230552°E / 44.734338, 21.230552     | Стари Костолац           |                                    | Пожаревац          | СМЕДЕРЕВО          |
| АН 141 | Пошаљи фотографију                                             | Локалитет Шљункара                                                 | потес „Сенопут“ | 44.900387°N 21.403192°E / 44.900387, 21.403192     | Бела Црква               |                                    | Бела Црква         | ПАНЧЕВО            |
| АН 142 | Пошаљи фотографију                                             | Археолошко налазиште „Маријин До“                                  | | 45.207263°N 19.746793°E / 45.207263, 19.746793     | Раковац                  |                                    | Беочин             | ПОКР. Н. САД       |
| АН 143 | Пошаљи фотографију                                             | Археолошко налазиште „Градац“                                      | потес „Орловац“ | 45.177495°N 19.654419°E / 45.177495, 19.654419     | Черевић                  |                                    | Беочин             | ПОКР. Н. САД       |
| АН 144 | Археолошко налазиште „Доња Брањевина“                          | Археолошко налазиште „Доња Брањевина“                              | | 45.456052°N 19.138555°E / 45.456052, 19.138555     | Дероње                   |                                    | Оџаци              | ПОКР. Н. САД       |
| АН 145 | Пошаљи фотографију                                             | Археолошко налазиште „Циглана“                                     | | 45.330972°N 19.128709°E / 45.330972, 19.128709     | Плавна                   |                                    | Бач                | ПОКР. Н. САД       |
| АН 146 | Пошаљи фотографију                                             | Археолошко налазиште „Крушевље“                                    | | 45.167773°N 19.590518°E / 45.167773, 19.590518     | Свилош                   |                                    | Беочин             | ПОКР. Н. САД       |
| АН 147 | Археолошко налазиште „Чик“                                     | Археолошко налазиште „Чик“                                         | недалеко од манастира на самој обали речице Чик | 45.708524°N 20.052208°E / 45.708524, 20.052208     | Бачко Петрово Село       |                                    | Бечеј              | ПОКР. Н. САД       |
| АН 148 | Пошаљи фотографију                                             | Археолошко налазиште „Старо гробље“ у Турији                       | | 45.542678°N 19.851233°E / 45.542678, 19.851233     | Турија (Србобран)        |                                    | Србобран           | ПОКР. Н. САД       |
| АН 149 | Пошаљи фотографију                                             | Археолошки локалитет Белетинци                                     | | 44.726338°N 19.923133°E / 44.726338, 19.923133     | Обреж (Пећинци)          |                                    | Пећинци            | С. МИТРОВИЦА       |
| АН 150 | Археолошко налазиште Врело – Шаркамен                          | Археолошко налазиште ''Врело – Шаркамен''                          | | 44.261821°N 22.296172°E / 44.261821, 22.296172     | Шаркамен                 |                                    | Неготин            | НИШ                |
| АН 151 | Пошаљи фотографију                                             | Археолошко налазиште ''Кале – Кршевица''                           | на платоу Кршевичке реке | 42.444704°N 21.850720°E / 42.444704, 21.850720     | Кршевица                 |                                    | Бујановац          | НИШ                |
| АН 152 | Шалитрена пећина                                               | Шалитрена пећина                                                   | у клисури реке Рибнице, у селу Брежђе, 6 km од Мионице | 44.190835°N 20.078200°E / 44.190835, 20.078200     | Брежђе                   |                                    | Мионица            | ВАЉЕВО             |
| АН 153 | Пошаљи фотографију                                             | Рановизантијско утврђење Коњуша на Церу                            | | 44.591521°N 19.530641°E / 44.591521, 19.530641     | Милошевац (Шабац)        |                                    | Шабац              | ВАЉЕВО             |
| АН 154 | Пошаљи фотографију                                             | Кале - Међа                                                        | | 43.109137°N 21.850208°E / 43.109137, 21.850208     | Доње Бријање             |                                    | Лесковац           | НИШ                |
| АН 155 | Пошаљи фотографију                                             | Кале - Гургец                                                      | | 43.096742°N 21.814973°E / 43.096742, 21.814973     | Горње Бријање            |                                    | Лесковац           | НИШ                |
| АН 156 | Пошаљи фотографију                                             | Локалитет Тодорчево – Стрна жита                                   | | 44.026294°N 20.930027°E / 44.026294, 20.930027     | Крагујевац               |                                    | Крагујевац         | КРАГУЈЕВАЦ         |
| АН 157 | Пошаљи фотографију                                             | Локалитет преко Слатине у Омољици                                  | | 44.796608°N 20.763572°E / 44.796608, 20.763572     | Омољица                  |                                    | Панчево            | Панчево            |
| АН 158 | Касноантичка гробница у Нишкој Бањи                            | Касноантичка гробница у Нишкој Бањи                                | | 43.293679°N 22.006683°E / 43.293679, 22.006683     | Нишка бања               |                                    | Нишка Бања         | Ниш                |
| АН 159 | Пошаљи фотографију                                             | Рановизантијско утврђење и црква Св. Николе у Сијаринској бањи     | | 42.775710°N 21.603617°E / 42.775710, 21.603617     | Сијаринска бања          |                                    | Медвеђа            | Ниш                |
| АН 160 | Пошаљи фотографију                                             | Рановизантијска гробница код села Клисура                          | | 43.207728°N 21.847446°E / 43.207728, 21.847446     | Клисура (Дољевац)        |                                    | Дољевац            | Ниш                |
| АН 161 | Пошаљи фотографију                                             | Локалитет Кмпије                                                   | Велике ливаде код Бора | 44.064252°N 22.107170°E / 44.064252, 22.107170     | Бор                      |                                    | Бор                | Ниш                |
| АН 162 | Пошаљи фотографију                                             | Локалитет Вајуга                                                   | | 44.548860°N 22.647401°E / 44.548860, 22.647401     | Вајуга                   |                                    | Кладово            | Ниш                |
| АН 163 | Локалитет Хисар                                                | Локалитет Хисар                                                    | | 42.991158°N 21.937465°E / 42.991158, 21.937465     | Лесковац                 |                                    | Лесковац           | Ниш                |
| АН 164 | Локалитет Плочник                                              | Локалитет Плочник                                                  | код Прокупља | 43.210455°N 21.364748°E / 43.210455, 21.364748     | Прокупље                 |                                    | Прокупље           | Ниш                |
| АН 165 | Пошаљи фотографију                                             | Локалитет Велика и Мала Баланица                                   | | 43.336989°N 22.084798°E / 43.336989, 22.084798     | Сићево                   |                                    | Нишка Бања         | Ниш                |
| АН 166 | Пошаљи фотографију                                             | Локалитет Милутиновац                                              | | 44.550061°N 22.573439°E / 44.550061, 22.573439     | Милутиновац              |                                    | Кладово            | Ниш                |
| АН 167 | Локалитет Беловоде                                             | Локалитет Беловоде                                                 | | 44.311814°N 21.401835°E / 44.311814, 21.401835     | Велико Леоле и Крвије    |                                    | Петровац на Млави  | Смедерево          |
| АН 168 | Локалитет Мраморје на потесима Гајеви и Урошевине              | Локалитет Мраморје на потесима Гајеви и Урошевине                  | | 3.945114°N 19.348323°E / 3.945114, 19.348323       | Растиште                 |                                    | Бајина Башта       | Краљево            |
| АН 169 | Локалитет Солнок                                               | Локалитет Солнок                                                   | | 44.975910°N 19.932102°E / 44.975910, 19.932102     | Добринци                 |                                    | Рума               | Спремска Митровица |
| АН 170 | Пошаљи фотографију                                             | Локалитет Јеринин град                                             | | 44.221444°N 19.857456°E / 44.221444, 19.857456     | Бранговићи               |                                    | Ваљево             | Ваљево             |
| АН 171 | Град Соко                                                      | Град Соко                                                          | | 44.270439°N 19.429454°E / 44.270439, 19.429454     | Лазама                   |                                    | Крупањ             | Ваљево             |
| АН 172 | Локалитет Анине                                                | Локалитет Анине                                                    | | 44.354500°N 20.188000°E / 44.354500, 20.188000     | Ћелије                   |                                    | Лајковац           | Београд            |
| АН 173 | Пошаљи фотографију                                             | Старо гробље (Трњане)                                              | | 44.6148287°N 21.2687201°E / 44.6148287, 21.2687201 | Трњане                   |                                    | Пожаревац          | Смедерево          |
| АН 174 | Пошаљи фотографију                                             | Археолошки локалитет Орнице                                        | | 44.601913°N 20.9947934°E / 44.601913, 20.9947934   | Враново                  |                                    | Смедерево          | Смедерево          |
| АН 175 | Пошаљи фотографију                                             | Локалитет Пинкум                                                   | | 44.768016°N 21.523228°E / 44.768016, 21.523228     | Велико Градиште          |                                    | Велико Градиште    | Смедерево          |
| АН 176 | Пошаљи фотографију                                             | Локалитет Острово                                                  | | 44.768677°N 21.425719°E / 44.768677, 21.425719     | Острово                  |                                    | Велико Градиште    | Смедерево          |
| АН 177 | Пошаљи фотографију                                             | Локалитет Босманска река                                           | (потопљено ХЕ Ђердап) | 44.626724°N 21.993883°E / 44.626724, 21.993883     | Добра                    |                                    | Голубац            | Смедерево          |
| АН 178 | Пошаљи фотографију                                             | Локалитет Салдум                                                   | (потопљено ХЕ Ђердап) | 44.630900°N 21.958850°E / 44.630900, 21.958850     | Добра                    |                                    | Голубац            | Смедерево          |
| АН 179 | Пошаљи фотографију                                             | Локалитет Чезава                                                   | (потопљено ХЕ Ђердап) | 44.649478°N 21.838150°E / 44.649478, 21.838150     | Добра                    |                                    | Голубац            | Смедерево          |
| АН 180 | Пошаљи фотографију                                             | Локалитет Турски поток                                             | (потопљено ХЕ Ђердап) | 44.647460°N 21.866824°E / 44.647460, 21.866824     | Добра                    |                                    | Голубац            | Смедерево          |
| АН 181 | Пошаљи фотографију                                             | Локалитет Мала Орлова                                              | (потопљено ХЕ Ђердап) | 44.656019°N 21.794319°E / 44.656019, 21.794319     | Брњица                   |                                    | Голубац            | Смедерево          |
| АН 182 | Пошаљи фотографију                                             | Локалитет Брњица                                                   | | 44.653850°N 21.766947°E / 44.653850, 21.766947     | Брњица                   |                                    | Голубац            | Смедерево          |
| АН 183 | Пошаљи фотографију                                             | Локалитет Ливадица                                                 | | 44.655366°N 21.708716°E / 44.655366, 21.708716     | Голубац                  |                                    | Голубац            | Смедерево          |
| АН 184 | Пошаљи фотографију                                             | Локалитет Госпођин вир                                             | (потопљено ХЕ Ђердап) | 44.615281°N 21.999708°E / 44.615281, 21.999708     | Голубац                  |                                    | Голубац            | Смедерево          |
| АН 185 | Пошаљи фотографију                                             | Локалитет Умка - Кузмино брдо                                      | | 44.740888°N 21.595109°E / 44.740888, 21.595109     | Винце                    |                                    | Голубац            | Смедерево          |
| АН 186 | Пошаљи фотографију                                             | Црквине у селу Стублине                                            | | 44.588851°N 20.139699°E / 44.588851, 20.139699     | Стублине                 | Обреновац                          | Обреновац          | БЕОГРАД            |
| АН 187 | Пошаљи фотографију                                             | Порта цркве Успења Пресвете Богородице у Бељини                    | | 43.887550°N 20.321986°E / 43.887550, 20.321986     | Бељина                   |                                    | Чачак              | КРАЉЕВО            |
| АН 188 | Пошаљи фотографију                                             | Локалитет Дрење на Руднику                                         | | 44.134873°N 20.495021°E / 44.134873, 20.495021     | Рудник (Горњи Милановац) |                                    | Горњи Милановац    | КРАЉЕВО            |
| АН 189 | Пошаљи фотографију                                             | Ранохришћанска гробница са Христограмом у Јагодин мали у Нишу      | | 43.328059°N 21.905759°E / 43.328059, 21.905759     | Ниш                      | Црвени Крст                        | Ниш                | НИШ                |
| АН 190 | Пошаљи фотографију                                             | Археолошки локалитет Переш, Хајдуково                              | | 46.111067°N 19.835458°E / 46.111067, 19.835458     | Хајдуково                |                                    | Суботица           | СУБОТИЦА           |
| АН 191 | Пошаљи фотографију                                             | Средњевековно утврђење "Грaдaц" код Крепољина                      | | 44.253550°N 21.632896°E / 44.253550, 21.632896     | Крепољин                 |                                    | Жагубица           | СМЕДЕРЕВО          |
| АН 192 | Пошаљи фотографију                                             | Локалитет Ланиште у селу Корлаће код Рашке                         | | 43.380562°N 20.636890°E / 43.380562, 20.636890     | Корлаће                  |                                    | Рашка              | КРАЉЕВО            |
| АН 193 | Пошаљи фотографију                                             | Локалитет Прљуша на Руднику                                        | | 44.131017°N 20.515001°E / 44.131017, 20.515001     | Рудник                   |                                    | Горњи Милановац    | КРАЉЕВО            |
| АН 194 | Археолошки локалитет Шуваков салаш-Клиса                       | Археолошки локалитет Шуваков салаш-Клиса                           | | 45.549824°N 19.688992°E / 45.549824, 19.688992     | Врбас                    |                                    | Врбас              | НОВИ САД           |
| АН 195 | Пошаљи фотографију                                             | Локалитет Слатина-Турска чесма у Дреновцу                          | | 43.781731°N 21.439291°E / 43.781731, 21.439291     | Дреновац                 |                                    | Параћин            | КРАГУЈЕВАЦ         |
| АН 196 | Пошаљи фотографију                                             | Локалитет Мотел Слатина код Параћина                               | | 43.865979°N 21.438499°E / 43.865979, 21.438499     | Главица                  |                                    | Параћин            | КРАГУЈЕВАЦ         |
| АН 197 | Пошаљи фотографију                                             | Градина у Радаљеву и Трешњевици                                    | | 43.663874°N 20.116959°E / 43.663874, 20.116959     |                          |                                    | Ивањица, Ариље     | КРАЉЕВО            |
| АН 198 | Пошаљи фотографију                                             | Јабланица у селу Плеш                                              | | 43.477941°N 20.937035°E / 43.477941, 20.937035     | Плеш                     |                                    | Александровац      | КРАЉЕВО            |
| АН 199 | Пошаљи фотографију                                             | Шупљи камен (археолошко налазиште)                                 | | 42.361944°N 21.757177°E / 42.361944, 21.757177     |                          |                                    |                    | НИШ                |
| АН 200 | Пошаљи фотографију                                             | Археолошко налазиште „Марково кале“ код Прешева                    | | 42.581379°N 21.888292°E / 42.581379, 21.888292     |                          |                                    |                    | НИШ                |
| АН 201 | Пошаљи фотографију                                             | Археолошко налазиште „Велико Кале“ у атару села Баботинац          | | 43.322862°N 21.515319°E / 43.322862, 21.515319     |                          |                                    |                    | НИШ                |
| АН 202 | Пошаљи фотографију                                             | „Црквиште“ у атару села Клисурица                                  | | 43.343699°N 21.577459°E / 43.343699, 21.577459     |                          |                                    |                    | НИШ                |
| АН 203 | Пошаљи фотографију                                             | Археолошки објекти у дворишту цркве Св. Јована Крститеља у Меровцу | | 43.289113°N 21.449250°E / 43.289113, 21.449250     |                          |                                    |                    | НИШ                |

## Према евиденцији САНУ
(Више извора)
| Име                                                         | Место                           | Општина            |
| ----------------------------------------------------------- | ------------------------------- | ------------------ |
| Акуминкум                                                   | Стари Сланкамен                 | Инђија             |
| Антички локалитет - Гумуриште                               | Суркиш                          | Подујево           |
| Антички Сингидунум                                          | Београд                         | Београд-Стари Град |
| Антички Таурунум                                            | Земун                           | Београд-Земун      |
| Археолошки локалитет Главник                                | Бандулић                        | Липљан             |
| Археолошки локалитет Гладнице - Словенска некропола         | Грачаница                       | Приштина           |
| Археолошки локалитет Гладнице на потесу Бапче               | Грачаница                       | Приштина           |
| Археолошки локалитет "Градина"                              | Клинавац                        | Клина              |
| Археолошки локалитет Градина                                | Ариљача                         | Косово Поље        |
| Археолошки локалитет Градина                                | Клечка                          | Липљан             |
| Археолошки локалитет Градина                                | Подујево                        | Подујево           |
| Археолошки локалитет Градине                                | Дрсник                          | Клина              |
| Археолошки локалитет Градиште                               | Горње Гадимље                   | Липљан             |
| Археолошки локалитет Илирске градине                        | Сува Река                       | Сува Река          |
| Археолошки локалитет Каљаја                                 | Баловац                         | Подујево           |
| Археолошки локалитет Каљаја                                 | Тенеш До                        | Приштина           |
| Археолошки Локалитет Каљаја                                 | Бурник                          | Урошевац           |
| Археолошки локалитет - Код цркве                            | Рачак                           | Штимље             |
| Археолошки локалитет на потесу Код цркве                    | Боб                             | Качаник            |
| Археолошки локалитет на потесу Прибој                       | Грнчар                          | Витина             |
| Археолошки локалитет                                        | Пећ                             | Пећ                |
| Археолошки локалитет Поље урни                              | Доња Брњица                     | Приштина           |
| Археолошки локалитет - праисторијске градине                | Белаћевац                       | Косово Поље        |
| Археолошки локалитет "Предионица"                           | Приштина                        | Приштина           |
| Археолошки локалитет "Селиште"                              | Долац                           | Клина              |
| Археолошки локалитет Тумули                                 | Доња Грлица                     | Урошевац           |
| Археолошки локалитети на подручју хидро-система Газиводе    | подручје хидро-система Газиводе | Зубин Поток        |
| Археолошко налазиште                                        | Врановац                        | Пећ                |
| Археолошко налазиште                                        | Добри До                        | Пећ                |
| Археолошко налазиште на брду Чечан                          | Дубовац                         | Вучитрн            |
| Археолошко налазиште на локалитету Пољанице                 | Главник                         | Подујево           |
| Археолошко налазиште на потесу Ордина                       | Горње Карачево                  | Косовска Каменица  |
| Археолошко налазиште на потесу Породимље                    | Малопољце                       | Штимље             |
| Археолошки локалитет на потесу Латкавица                    | Горње Добрево                   | Косово Поље        |
| Басијана                                                    | Доњи Петровци                   | Рума               |
| Брдо Градиш                                                 | Геђе                            | Ораховац           |
| Велика хумка                                                | Пилатовићи                      | Пожега             |
| Виминациум                                                  | Костолац                        | Пожаревац          |
| Бели брег                                                   | Винча                           | Београд-Гроцка     |
| Висибаба, археолошки локалитет - Блашковина                 | Висибаба                        | Пожега             |
| Висибаба, археолошки локалитет - Болница                    | Висибаба                        | Пожега             |
| Брдо Градиш                                                 | Геђе                            | Ораховац           |
| Висибаба, археолошки локалитет - Варошиште                  | Висибаба                        | Пожега             |
| Висибаба, археолошки локалитет - Савинац                    | Висибаба                        | Пожега             |
| Висибаба, археолошки локалитети - Весовина и Крчевина       | Висибаба                        | Пожега             |
| Галич, остаци античког грађевинског комплекса               | Ибарска Слатина                 | Лепосавић          |
| Гамзиград                                                   | Гамзиград                       | Зајечар            |
| Гомолава                                                    | Хртковци                        | Рума               |
| Град (Дупљаја)                                              | Дупљаја                         | Вршац              |
| Град-Старчево                                               | Старчево                        | Панчево            |
| Градац                                                      | Градац                          | Баточина           |
| Градина                                                     | Нови Раковац                    | Беочин             |
| Градина на Босуту                                           | Вашица                          | Шид                |
| Градиште                                                    | Иђош                            | Кикинда            |
| Градиште - археолошки локалитет                             | Трпеза                          | Витина             |
| Дарданска некропола                                         | Ромаја                          | Призрен            |
| Добри До, илирски тумул                                     | Пећ                             | Пећ                |
| Дренград                                                    | Бреговина                       | Прокупље           |
| Жидовар                                                     | Орашац                          | Вршац              |
| Калакача                                                    | Бешка                           | Инђија             |
| Караташ                                                     | Сип                             | Кладово            |
| Кастелум Онагринум                                          | Бегеч                           | Нови Сад           |
| Краку Лу Јордан                                             | Бродице                         | Кучево             |
| Крушец - археолошко налазиште                               | Пећ                             | Пећ                |
| Кулина (Балајнац)                                           | Градиште                        | Мерошина           |
| Лепенски Вир                                                | Лепенски Вир                    | Мајданпек          |
| Локалитет Градина                                           | Постење                         | Нови Пазар         |
| Локалитет Градина - рановизантијска гробница                | Станишор                        | Гњилане            |
| Локалитет Градиште                                          | Грнчар                          | Витина             |
| Локалитет Градиште - Каљаја                                 | Бинач                           | Витина             |
| Локалитет код Швањског моста                                | Уиз                             | Ђаковица           |
| Локалитет на потесу Лигата                                  | Доње Становце                   | Вучитрн            |
| Локалитет Подводно поље                                     | Дрсник                          | Клина              |
| Локалитет Селиште                                           | Бањица                          | Вучитрн            |
| Локалитет Селиште                                           | Врница                          | Вучитрн            |
| Локалитет у Гргуревцима                                     | Гргуревци                       | Сремска Митровица  |
| Локалитет у центру Малишева - тумули                        | Малишево                        | Ораховац           |
| Локалитет Црквине - у оквиру ширег подручја Муниципијума ДД | Вуча                            | Лепосавић          |
| Локалитет Црквиште Св. Богородице                           | Штупељ                          | Клина              |
| Матејски брод                                               | Нови Бечеј                      | Нови Бечеј         |
| Медијана, локалитет Брзи Брод                               | Ниш, Булевар Вељка Влаховића бб | Ниш-Медијана       |
| Михаљевачка шума                                            | Чортановци                      | Инђија             |
| Некропола са тумулима                                       | Ћерим                           | Ђаковица           |
| Некропола стећака                                           | Перућац                         | Бајина Башта       |
| Ново Село - римски кастел – фортификација                   | Ново Село                       | Вучитрн            |
| Остаци касноантичке гробнице                                | Огоште                          | Косовска Каменица  |
| Остаци касноантичког насеља                                 | Горња Гуштерица                 | Липљан             |
| Остаци ранохришћанске базилике                              | Бањица                          | Исток              |
| Остаци римске некрополе                                     | Горњи Обилић                    | Србица             |
| Перес                                                       | Хајдуково                       | Суботица           |
| Пећина - палеолитско станиште                               | Грнчар                          | Витина             |
| Пећина Рисовача                                             | Аранђеловац                     | Аранђеловац        |
| Понтес                                                      | Костол                          | Кладово            |
| Потес „Тума-Камена“                                         | Заскок                          | Урошевац           |
| Потес Велико Поље - тумули                                  | Јерли Садовина                  | Витина             |
| Потес Гогин Вир                                             | Бабуш                           | Урошевац           |
| Потес Гомула                                                | Влаштица                        | Гњилане            |
| Потес Гранчарица                                            | Коретиште                       | Гњилане            |
| Потес Илијина глава                                         | Великинце                       | Гњилане            |
| Потес Маскит - Код цркве, археолошко налазиште              | Љубижда                         | Ораховац           |
| Потес Ограђе - археолшки локалитет                          | Рабовце                         | Липљан             |
| Праисторијски археолошки локалитет                          | Рудник                          | Србица             |
| Равна - Timacum Minus                                       | Равна                           | Књажевац           |
| Радавачке пећине                                            | Радавац                         | Пећ                |
| Ранословенска некропола                                     | Коретин                         | Косовска Каменица  |
| Ремесијана                                                  | Бела Паланка                    | Бела Паланка       |
| Римска некропола                                            | Коловрат                        | Пријепоље          |
| Римско утврђење Ледерата                                    | узвишење источно од села Рама   | Велико Градиште    |
| Рудна Глава                                                 | Рудна Глава                     | Мајданпек          |
| Сирмијум                                                    | Сремска Митровица               | Сремска Митровица  |
| Словенска некропола                                         | Матичане                        | Приштина           |
| Тителски плато                                              | Тител                           | Тител              |
| Турски Шанац                                                | Бачка Паланка                   | Бачка Паланка      |
| Улпијана                                                    | Грачаница                       | Приштина           |
| Хумка код Варцалове воденице                                | Рума                            | Рума               |
| Хумска чука                                                 | Хум                             | Ниш-Црвени Крст    |
| Царичин град                                                | Прекопчелица                    | Лебане             |
| Црквине (Хоргош)                                            | Хоргош                          | Кањижа             |
| Чарнок                                                      | Врбас                           | Врбас              |
| Челарево                                                    | Челарево                        | Бачка Паланка      |